# Meni (tribú 286 aC)
Meni (en llatí Maenius) va ser un magistrat romà. Va proposar una llei l'any 286 aC que exigia als patres (senadors) donar el seu consentiment a l'elecció dels magistrats abans de la seva elecció, és a dir que els donaven el seu aval i l'imperium per quan fossin elegits, si ho eren.
Se suposa que era probablement tribú de la plebs, potser fill o parent del cònsol Gai Meni, o potser era la mateixa persona.